# 腦腱性黃瘤症
腦腱性黃瘤症是一先天脂質代謝異常疾病，由於2q33-qter位置上CYP27A1基因的缺損，導致細胞粒線體裡的甾醇-27-羟化酶無法順利作用，造成脂質中的粪甾烷醇及膽固醇無法有效地代謝而堆積在器官上，進而產生病變。
其發生率為1/50000，但此數據只代表高加索白人，全球整體數字則是未知。
遺傳方面，其遺傳方式為未知。